# Ліпегфілграстим
Ліпегфілграстим, що продається під торговою маркою Lonquex, є препаратом, що використовується для зменшення тривалості нейтропенії та частоти фебрильної нейтропенії у дорослих. Його вводять під шкіру в область живота, надпліччя або стегна. 
Найпоширеніші побічні ефекти включають нудоту, а також біль у кістках та м’язах. 
Ліпегфілграстим подібний до фактора, що стимулює колонії гранулоцитів (G-CSF), природного білка в організмі, який стимулює вироблення білих кров'яних клітин, включаючи нейтрофіли в кістковому мозку.  Ліпегфілграстим діє так само, як G-CSF, збільшуючи вироблення нейтрофілів і тим самим сприяючи зменшенню тривалості нейтропенії та виникненню фебрильної нейтропенії (ознаки інфекції) у людей, які отримують хіміотерапію. 
Ліпегфілграстим — це форма філграстиму .  У ліпегфілграстимі філграстим був «пегільований» (приєднаний до хімічної речовини, яка називається поліетиленгліколем). Це уповільнює виведення ліків з організму і дозволяє вводити ліки рідше. 
Ліпегфілграстим був дозволений для медичного використання в Європейському Союзі в липні 2013 р. 

## Медичне використання
Ліпегфілграстим призначений для зменшення тривалості нейтропенії та частоти фебрильної нейтропенії у дорослих, які отримують цитотоксичну хіміотерапію при злоякісних новоутворень (за винятком хронічного мієлолейкозу та мієлодиспластичних синдромів). 

## Механізм дії
Лонквекс має хімічну спорідненість до рецепторів гранулоцитарного фактора росту клітинних колоній людини. Ця речовина чинить безпосередній вплив на вироблення активних нейтрофілів, а також їх міграцію з кістковомозкових структур. Посилюючи дію цього фактора, Лонквекс збільшує кількість нейтрофілів у крові.

## Дивитися також
- Філграстим
- Пегфілграстим

## Подальше читання
- Bond TC, Szabo E, Gabriel S, Klastersky J, Tomey O, Mueller U, Schwartzberg L, Tang B (September 2018). Meta-analysis and indirect treatment comparison of lipegfilgrastim with pegfilgrastim and filgrastim for the reduction of chemotherapy-induced neutropenia-related events. J Oncol Pharm Pract. 24 (6): 412—423. doi:10.1177/1078155217714859. PMC 6094503. PMID 28614980. {{cite journal}}: Недійсний |displayauthors=6 (довідка)
- Guariglia R, Martorelli MC, Lerose R, Telesca D, Milella MR, Musto P (2016). Lipegfilgrastim in the management of chemotherapy-induced neutropenia of cancer patients. Biologics. 10: 1—8. doi:10.2147/BTT.S58597. PMC 4730998. PMID 26858523.{{cite journal}}:  Обслуговування CS1: Сторінки із непозначеним DOI з безкоштовним доступом (посилання)
- Zou L, Buchner A, Roberge M, Liu PM (2016). Immunogenicity Assessment of Lipegfilgrastim in Patients with Breast Cancer Receiving Chemotherapy. J Immunol Res. 2016: 9248061. doi:10.1155/2016/9248061. PMC 4935921. PMID 27419145.{{cite journal}}:  Обслуговування CS1: Сторінки із непозначеним DOI з безкоштовним доступом (посилання)

## зовнішні посилання
- Lipegfilgrastim. Drug Information Portal. U.S. National Library of Medicine. Архів оригіналу за 24 червня 2021. Процитовано 21 червня 2021.